# Lenny Kuhr
Helena Hubertina Johanna Kuhr (Eindhoven, 22 de febrer de 1950), més coneguda com a Lenny Kuhr, és una cantautora neerlandesa. Va representar els Països Baixos al Festival de la Cançó d'Eurovisió 1969 amb la canço De Troubadour i va ser una de les quatre guanyadores, juntament amb el Regne Unit (Lulu), França (Frida Boccara) i Espanya (Salomé). La cançó va també ser enregistrada en alemany, francès, anglès, castellà i italià. Després va tenir molt èxit a França, on va actuar al programa de Georges Brassens. La cançó amb més èxit als Països Baixos va ser Visite, que Lenny Kuhr va cantar juntament amb Les Poppys.